# Канадски музеј људских права
Канадски музеј људских права (енгл. Canadian Museum for Human Rights) у Винипегу, главном граду провинције Манитоба, први је и једини музеј те врсте у целости посвећен еволуцији, истраживању, разумевању, едукацији, и промоцији дијалога и размишљања о људским правима. Музеј је, на необичан начин, свечано отворен 19. септембра 2014. године. Уместо пресецања врпце, у велики „медаљон“ на улазу у музеј положена су четири камена са четири различита краја Канаде укључујући и једну од три поларне територије Нунавут, коју настањују Инуити (Ескими).
Канадски музеј људских права прва је национална музејска институција лоцирана ван престонице Канаде, Отаве, и први нови национални музеј изграђен у Канади од 1967. године.
Пре почетка изградње Музеја, у консултацији са старијим Абориџинима, Центар за међународно хуманитарно право (CMHR) финансирао је археолошко ископавање у току којег је збринуто око 400.000 артефаката. На преко 500 шипова почива грађевина укупне површине 24.155 м2 (што је једнако површини четири канадска фудбалска терена), укључујући и изложбени простор на 4.366 м2. Фасаду музеја прекрива 1.200 застакљених делова, испод којих је уграђено око 35.000 тона бетона ( што је једнако тежини око 3.000 слонова).
Отварање музеја људских права, као необичног концепта за музеј, пратио је велики број контроверзних ставовова и протестних окупљања око музеја. Према супротстављеним ставовима музеји су намењени за историју и реликвије - предмете из прошлости. Људска права су нешто нематеријално, са једне стране, идеја - неки би рекли идеологија - коју је тешко целовито и непристрастно обухватити у историјским објектима, а са друге стране више део садашњости, него прошлости па им није место у музеју. Такође у супротстављеним ставовима се тврди да идеја о његовом оснивању није ништа револуционарно јер слични музеји већ постоје у свету (Музеј толеранције у Лос Анђелесу, отворен пре више од 20 година, Међународни музеј ропства у Ливерпулу и Музеј холокауста у Вашингтону). Једна од контроверзи је и чињеница да је превелик значај у музејским поставкама дат холокаусту, у односу на друга кршења људских права, и да су кустоси Музеја били под политичким притиском, како би се потенцирало поштовање људских права у Канди. Зато опоненти предвиђају да ће музеј пре бити промашај него што има прилику да се докаже.

## Историја
Иницијативу за оснивање Канадског музеја људских права покренуо је канадски доброчинитељ и медијски магнат, јеврејског порекла Изи Аспер из Винипега, током 2000. године. Његова идеја била је да Канада изгради место на коме би будуће генерације стицале сазнања о вечитој борби за људска права широм света. Аспер је музеј замислио као центар који ће обухватити читав спектар људских права, и чији трошкова изградње од 200 милиона канадских долара би требало да буду покривени мешовитим јавним и приватним новцем. Године 2003, Аспер је умро од срчаног удара, а реализацију његове идеје наставила је његова кћи Геил оснивањем Асперове фондације. Како су трошкови изградње музеја за 150 милиона долара премашили планиране, Асперова фондација пристала је да Савезна канадса влада преузме пројекат и претвори га у први национални музеј изграђен изван Отаве.
Исте године када је умро Аспер (2003) , расписан је међународни конкурс за изабор архитекте. На конкурсу су учествовале 62 архитектонске фирме из 21 земаље. Жири је на конкурсу изабрао идејно решење америчког архитекте Антуана Придока (Antoine Predock).

Инспирацију за Канадски музеј људских права амерички архитекта је нашао у природнном и пејзажу и отворених простора у Канади, укључујући дрвеће, лед, северно (поларно) светло, Прве народе који су живели у Канади и укорењеност примене људских права. Он своју замисао описује на следећи начин: 
Канадски музеј људских права заснива се на хуманости, чинећи у архитектури видљиву основну за хуману заједницу - симболичну појаву леда, облака и камена смештеног у пољу дражесне траве. Урезана у земљу и отворана ка небу, на хоризонту Винипега, ова апстрактна ефемерна крила белог голуба обухватају митску камену планину од 450 милиона година старог Тиндаловог кречњака, што је све заједно даје јединствени и безвремени значаја за све нације и културе света.
 Године 2009. започела је изградња, архитектонски савремене зграде у Форксу, једном од централних језгара Винипега. Овај величанствени објекат простире се на површини већој од 24.000 m², са километром мостова и „Кулом наде“ високом 24 метра.
У оквиру музеја централно место заузима изложбена поставка о холокаусту, у галерији под називом „Театар разбијеног стакла“. Овај музејски простор окружен стаклом симболизује „лаку ломљивост попут стакла“ слободу људских права.
Посебна галерија посвећена је геноцидима које Канада признаје као најтеже облике повреде људских права: у Јерменији (турски злочини), Украјини (смрт милиона људи од глади у стаљинистичком режиму), Руанди и Сребреници.
Изградња Канадског музеја људских права коштала је више од 351 милиона канадских долара. у изградњу музеја канадска влада првобитно је уложила 100 милиона долара, а остали доброчинитељи, Влада Манитобе 40 милиона долара, град Винипег 23,6 милиона долара, пријатељи канадског Музеја за људска права, предвођени Гаил Аспером, 142 милиона долара.
Канадски музеј за људска права 2011. затражио је додатних 35 милиона долара од федералне владе да покрије мањак настао у току градње. У априлу 2011. године, додатно је прикупљено 3,6 милиона долара од града Винипег, од савезног пореза за музеј, који је враћен граду.
У јулу 2012, савезна и провинцијска Влада сложиле су се да додатно повећају средства за 70 милиона долара, из федералног кредита на основу провинцијске гаранције за кредит. Ова последња средства била су од суштинске важности за коначни завршетак унутрашњости и набаку експоната. Тако је музеј могао након закашњења од две године, званично да буде отворен септембра 2014.

## Локација музеја и супротстављени ставови о њој
За изградњу Музеја изабран је канадски град Винипег, на пола пута између Атлантика и Пацифика и његова градска четврт под називом Форкс, на ушћу Црвене реке и реке Асинибој. Ова 3,6 хектар пространа „зелена оаза“ у централном језгру Винипега, уназад 6.000 година, прво је била камп Абориџина, потом центар за трговину, лов, транспорт и урбана насеобина у којој су се окупљали људи многих нација раса, боје коже и вероисповести боравећи на тлу канадске прерије. Почев од Абориџина, који на овом простору живе најдуже, кроз Форкс су прошли колонизацатори, европски трговци крзном, ловци на буфале, бродари, лучки радници и пионири у изградњи железнице и десетине хиљада имиграната, међу којима су и они који и дан данас бораве и раде у музејима, шоповима, хотелима и другим знаменитостима на овом простору. Форкс се кроз 6.000 година, непрестано развијао, мењао своје садржаје и намену, и тако постао локалитет који је значајно утицало на настанак и даљи развој Винипега и Манитобе.
Полазећи од ових сазнања челни људи Винипега, желели су да богато историјско и културно наслеђе Форкса, и овај локалитет, широко отворе за јавност, и тим заштите његову историјску вредност. Године 1989. Форкс је проглашен за Национални и историјски локалитет од великог значаја, за очување Канадске историје. При доношењу одлуке о локацији Канадског музеја људских права у Винипегу, имало се у виду да је простор Фокса идеалан за један овакав музеј са историјског становиштва, као метафора 6.000 година дуге борбе за људска права која и даље траје на овом простору Канаде.
Бројна незадовољства стручњака и многих појединаца исказана су избором локације за изградњу Музеја на простору Форкса. Наиме опоненти су изнели став да је изабрана локација за Музеј једно од најбогатијих налазишта артефаката Абориџина у Манитоби, и да је највероватније од 1100. године на тој локацији било њихово гробље. По мишљењу археолога Лија Симса досадашња ископавања нису ишла довољно далеко и дубоко чиме је нанета ненадокнадива штета историјском наслеђу Манитобе.
Супротстављајући се ставу о погрешном избору локалитета, управе Музеја, износи подататке да неколико археолошка ископавања на подручју Форкса обављених између 1989 и 1991 као и завршна археолошка ископавања која је обавио Канадски музеја за људска права у 2008. и 2009. години нису пронашла људске остатке. Ова ископавања показала су да, је локација Музеја коришћена за разне намене, али да никада није била гробље.
Пре почетка градње археолошка истраживањима није обухваћено, само 3% земљишта, па се може се рећи да је 97% земљишта потпуно археолошки сагледано, и да тиме није нанета никаква штета културном наслеђу овог дела Форкса.

## Музејске поставке
Канадски музеј људских права заснован је на елементарним поставкама из Декларације о људским правима Уједињених нација,
Сва људска бића рађају се слободна и једнака у достојанству и правима. Она су обдарена разумом и свешћу и треба једни према другима да се односе у духу братства.
Полазећи од ове декларације, на самом почетку израде музејских поставки поставило се више питања:
- Како изградити музеј који се нада да промени свет и створи нову генерацију бранитеља људских права?
- Како осмислити музеј који спада у музеј идеја а не артефаката, што није исто што и археолошки музеј или музеј уметности?

Ту се налазио проблем, јер је свако имао другачију идеју о томе шта би требало да буде у музеју - академици, стручњаци за људска права, историчари, заинтересоване заједнице, појединци, што је изазвало бројна очекивања и незадовољстава код различитих регионалних и етничких група које су желеле да имају своју причу на доста простора.
Када имате зверства над људским правима у вишевековној људској историји, требало је у Музеју осмислити поставку којом би се на искрен и отворен начин чула и видела истина и омогућило помирење. Било би срамотно да музеј људских права, није у стању да исприча све приче о нарушеним људским правима у свету.
Како би помогао кустосима у изради поставки, Канадски музеј људских права пре израде поставки покрену је бројне консултације о садржају музеја у 19 градова.
Музеј поседује ограничен број артефаката, од којих су неки узети на позајмицу из библиотеке Канаде. Међу значајнијим артефактима су копија Повеље о правима коју је потписао бивши премијер Џон Дифенбакер 1960; Краљевска прокламација из 1763. краља Џорџа III којом су успостављени протоколи који се односе на прва нација; Потврда с почетка 20. века о плаћању пореза за стране кинеске имигранате итд.
Музеј тренутно у свом саставу има 11 галеријских поставки, десет сталних и једну привремену (променљиву), чији експонати теже што свестранијем упознавању сваког посетиоца музеја са људским правима у свету. Музеј настоји да кроз 10 поставки, различите приче о људским правима из Канаде и широм света, прикаже посетиоцу кроз интерактивну презентацију, применом најсавременије мултимедијалне технологије и дизајна светске класе.

### 1. Увод у људска права(An introduction to human rights)
Током историје, људи су се борили за идеју о људском достојанству, поштовању и одговорности за људска права. Данас се појам „људска права" углавном односи на права и слободе које смо имали само зато што смо хумана бића.
Идеја о једнакости у људским правима је хиљадама година у разматрању, а и даље се за њу „бори”, јер и даље није потпуно реализована у свим друштвима. У том смислу временски оквир у овој поставци, представљен кроз 100 одабраних тренутака из историје људских права, обухвата све периоде историјског развоја човечанства широм света (пре свега историјат и основни садржај људских права).
У овој галерији, на мултимедиј начин приказани су говори појединаца из сопствених искуства о даљим перспективама људских права, а на посебним таблицама најзначајније личности и догађаји везани са кршење људских права.
- O људских правима кроз време - уводно предавње наратора музеја
- Део од 100 одабраних тренутака из историје људских права
- Основне инфорнације о музеју и боравку у њему - предавање

### 2. Перспективе домородаца(Indigenous Perspectives)
Перспективе домородаца (укључујући и Абориџине) у остваривању људских права, кроз изражавање права и одговорности приказане су у овој музејској поставци, једној од најдраматичнијих простора Музеја.
Из приказаних садржај посетилац ове галерије сазнаје да су Први народи, Метиси и Инуити народи, који су неколико векова у Канади били обеспревљани, дана имају сва људска права и одговорности засноване на светским начелима права у којима су сви са свима међусобно повезани.
У овој галерије кроз мултимедијални приказ у кружном позоришту, одигравају се позоришне представе и приказује филм на платну од 360 степени који посетиоцима дели приче о људским правима и одговорностима, како је речено не филму кроз четири различита периода. Док су у другом делу исте галерије на закривљеним дрвеним паноима, приказане бројне представе из живота староседалаца Канаде, од којих неке укључују оригинална уметничка дела.

### 3. Путовање Канадом(Canadian Journeys)
Канадска документа и докази о кршењу етничких права, з безброј прича, кроз путовања Канадом приказана су у овој галеријској поставци. Има ту приказа добрих корака и погрешних корака на путу ка већим људским правима за све становнике у Канади. Ова панорамски приказана искуства одражавају, према замисли аутора поставке, континуиране напоре Канаде у остваривању људских права за све.
Ова галерија, која је највећа у Музеју, приказује десетине истражених канадских прича, почев од демократских па све до језичких права, од слободе савести до слободе од дискриминације.
Дигитална платна, уз пропратну звучну шпицу, преносе посетиоцу приче о кршењу људских права на преко 29 m широком екрану, док се у мањим боксовима дуж читаве галерије износе поједине приче илустроване музејским артефактима, анимацијама, паноима, из појединих области људски права на тлу Канаде.

### 4. Стање и заштита људских права у канадском друштву(Protecting Rights in Canada)
Ова поставка жели да прикаже јединствени правни систем Канаде и његов развој везан за заштиту људских права у овој земљи. Он је упоређен са живим стаблом и његовом способности да расте и прилагођава се новој реалности.
У овој поставци приказана су важне оригиналне документа, укључујући и Проглашење Устава, из 1982. године.
Главни експонат је дигитално „живо стабло” које кроз пројекцију приказује константну еволуцију закона у Канади, док око кружног стола посетилац истражује кључне судске предмете из различитих области људских права.

### 5. Истраживање холокауста(Examining the Holocaust)
Крхкост људских права, најбоље је приказан кроз активности нацистичке владе која је употребила законе и насиље како би лишила људе својих основних грађанских и људских права укључујући и она на живот. елики број људи тада је прошао кроз, геноцид који је по својим резултатима био ужасан.
Овом галеријском поставком си истовремено приказује и истражује холокауст, и посетилац учи како да препознамо геноцид и покуша да га спречи.
Кроз сценски приказ „сломљено стакло” приказана су властита искуства са антисемитизмом у Канади, која је као геноцид признала: холокауст, холодомор у Украјини, геноцид над Јерменима, геноцид у Руанди и масакр у Сребреници.

### 6. Прекретница за човечанство(Turning Points for Humanity)
Колективна декларација и Универзална декларација о људским правима из 1948. године, приказана у овој тематској целини, говоре о томе да људска права припадају свима само зато што смо хумана бића, и да људи настављају да раде неуморно како би ова велика нада постала реалност.
Велики дигитални монитори, у облику отворених књига, истражују како људи који раде заједно добијају нову заштиту за људска права.

### 7. Прекинути тишину(Breaking the Silence)
Главни мото ове галеријске поставке која носи симболичан назив „Прекинути тишину“ је снага речи;
Речи су моћне, када се људи усуде да прекину тишину ћутања о масовним злочинима, онда они промовишу људска права свима.
Ова галеријиска поставка истражује улогу прикривања и порицања многих злодела широм света. Поставка је фокусирана на приказ; украјинског холодомора, јерменског геноцида, јеврекског холокауста, геноцида у Руанди и геноцида у Сребреници.
Централно место заузима дигитални приказ слика и документа о масовним кршењима људских права.

### 8. Бројне активности(Actions Count)
Главни мото ове галеријске поставке је приказ тренутног стања образовање у области људских права, исказан кроз овај став:
Будите инспирисани од стране Канђана који предузимају бројне акције за промоцију људских права у школама и другим заједницама и широм света. Појединачни избори које чинимо (у Канади) сваки дан могу да покажу позитивну разлику у гледању на љуска права.
Ова галеријска поставка садржи артефакте (паное) који наводе на размишљање о томе како избор наших понашања, која чинимо у свакодневном животу утичу на друге људе.

### 9. Људска права данас(Rights Today)
Људска права у савременом свету, који је све више међусобно повезан изложена су сталноим променама. Како на њих да савремени свет одговори?
Свешћу, критичним размишљањем и дубоким разумевањем проблема људских права што ће нам помоћи да утврдимо ефикасну акцију.
Доводећи посетиоца лицем у лице са борбом за савремена људска права и активности, ова галерија има интерактивни зидну мапу, „таписерију” бранилаца људских права и мали сцену, на која треба да покрене људе да на њој јавно искажу своје критичко размишљања о ономе што гледају и читају.

### 10. Инспиришуће промене(Inspiring Change)
Ово је галерија инсталација и слика које промовишу људска права, и и као изазов за посматрача нуди питања:
- Шта ти значе људске права?
- Поштовање других?
- Достојанство за све?
- Једнакост и слобода?
- Идеали постају стварни кроз акцију, машту и посвећеност?

Ова галеријска поставка има намеру да изазове личну рефлексију о томе како свако од нас може да допринисе позитивним друштвеним променама, укључујући и употребљене објекте и слике догађаја који су промовисали људска права и тражи од нас да размишљамо о својој властитој улози у изградњи бољег света за све људе.

## Међународни референтни центар
Међународни референтни центар у оквиру музеја располаже:
- савремено опремљеним простором за студирање и учење,
- условима за пружање библиотечкарских и других референтних услуга,
- информационим садржајима о људском правима,
- приступом колекцијама музеја.

Поред образовних, истраживачких и информативних активности особља Музеја, Центар послује и са широм јавношћу, школским групама, посетиоцима и академцима, као и са глобалном заједницом за људска права.

## Остали садржаји
Уз изложбене просторе, ово импозантно архитектонско здање укључује канцеларијске просторије, учионице, музејску продавницу и кафетерију, концертне просторе, и мини сале за биоскопске претставе.
Поред тога, образовно крило музеја има флексибилан простор у великој учионици која се може поделити у три мање учионице или користити као једанствени студио за уметничка стварања или одржавање заједничких радионица.
Врт за размишљање Стјуарта Кларка
Изнад централног дела зграде Музеја, налази се Велика сала, која као да израња из земље, да искаже сећања на древна окупљања на овом простору Винипега Првих народа, а касније и насељеника и имигранта. У њој попут илузије или фатаморгана налази се Врт за размишљање (контемплације) или Винипешки зимски врт (Winnipeg’s Winter Garden).
А унутар тог врта из пода израњају стубови базалта као безвременски гранитни монолити, око којих вода и лековито биље дефинишу „простор за размишљање”.
Простор Врта за размишљање функционише као пречишћавајућа  плућа  музејског здања, ојачавајући основну еколошку замисао на којој се заснива и целокупна зграда Музеја.

## Супротстављени ставови о музеју и збиркама
Један од супротстављених ставовова о музејским поставкама посебно критикује лобирање за своје интересе појединих интересних група и института за истраживање ратних злочина који су успешно искористили политичку климу око тумачења појединих геноцида у свету и природу политичког система у Канади и наметнули своје ставове кустосима музеја.
Наиме, тренутна стална поставка музеја, подсећа само на одређне геноциде, при чему нема ни помена о кршењу људских права и страдању интернираца емиграната у Канади током Првог светског рата (енгл. Canada's first national internment operations of 1914 to 1920), и током скоро читавог 20. века (чија су деца присилом одвођена у тзв. Бординг школе како би власт извршила њихову асимилацију), о чему најбоље говори овај цитат Ивана Грбешића и др Лубомира Луциука из енгл. Ukrainian Canadian Civil Liberties Association објављен децембра 2014.:
Штета што након што је наша задужбина (енгл. Canadian First World War Internment Recognition Fund (CFWWIRF)) понудила сарадњу Канадском музеју људских права, он пропустио прилику да сарађује са нама како би се осигурало да ова фундаментална канадска прича о неправди која је погодила многе заједнице, укључујући Украјинце, Немце, Хрвате, Пољаке, Италијане, Бугаре, Србе, Мађаре, Русе, Јевреје, Словаке, Словенце, Чехе, Јермене, Курде, Турке и Румуне, након што је то питање решено после кампање за обештећење која је више од две деценије вођена како би се обезбедило признање и симболична реституција ових заједница, посветио јако малу пажњу овом проблему у националном музеју.
Као ни помена о нехуманом односу и тешком и суровом кршењу људских права Индијанаца и Метиса крајем 19. века украјинског народа,, ромима, особама са физичким и менталним инвалидитетом, геј мушкарцима, лезбијкама, кинским имигрантима у првој половини 20. века, или у историји ратовања незапамћеном помору који и дан данас тај над недужним становништвом Хирошиме и Нагасакија, при крају Другог светског рата.
Отварања Канадског музеја људских права изазвало је и протестне реакције Индијанаца (Абориџина) и других домородаца (Метиса), на сам дан отварања музеја који и даље сматрају да њихова људска права кроз вишевековну историју нису заштићена и вреднована на прави начин, иако је Музеј изграђен у непосредној близини места на коме је постигнут историјски споразум између локалних франкофоних Метиса и присталица канадске власти, након окончања вишегодишњих непријтељстава.
Наиме овај споразум потисан 1871. године са кандском владом, био је први акт о разумевању, људским правима и суживоту у Манитоби, после оснивања канадске конфедерације, и требало је да реши бројне односе између Канадске власти и првих нација у Манитоби. Према овом споразуму територије око Црвене реке ушле су у састав канадске конфедерације као покрајина Манитоба. Источнија подручја су ушла у састав Онтарија. Метисима је овим споразумом обећана обрадива земља, школе на француском језику и слободно исповедање католицизма. Након потписивања споразума, канадска влада је послала војску са намером да утврди власт у Манитоби. Власти су мимо договора издале налог за бројна хапшења, што је имало за последицу побуну староседелаца. Уласком војске у Манитобу окончана је побуна у долини Црвене реке, а Манитоба је и формално постала део Канаде.
Убрзо је велики број белих досељеника из Онтарија кренуо ка Манитоби, а због све израженијег расизма, и непоштовања људских права, Метиси су се почели повлачити у унутрашњост Канаде ка областима која ће ускоро постати покрајине Алберта и Саскачеван.
До краја 19. века потписани су бројни споразуми између канадске владе и локалних поглавица према којима је свакој индијанској породици обећана одређена површина обрадиве земље. На основу тих споразума формирани су резервати са домородачким становништвом којима је управљала федерална влада. Упркос обећањима власти, многи Метиси нису добили обећану земљу што је узроковало бројне протесте и демонстрације који трају и до данашњих дана (рачунајући и протесте из септембра месеца 2014, током свечаности отварања Канадског музеја људских права).
Броја незадовољства исказана су и избором локације за изградњу Музеја на простору градске четврти Форкс, које се сматра знначајним култним и археолошким локалитетом у Винипегу. Наиме и поред тога што су од 2008. до 2012. године вршена археолошка истраживања (у две фазе), предложена локација Музеја на удару је критике, јер је изабрана локација једно од најбогатијих налазишта артефаката Абориџина у Манитоби, и да је највероватније од 1100. године на тој локацији било њихово гробље. По мишљењу археолога Лија Симса досадашња ископавања нису ишла довољно далеко и дубоко чиме је нанета ненадокнадива штета историјском наслеђу Манитобе.
Према супротстављеном ставу управе Музеја, неколико археолошка ископавања на подручју Форкса обављена између 1989 и 1991 као и завршна археолошка ископавања која је обавио Канадски музеја за људска права у 2008. и 2009. години нису пронашла људске остатке. Ова ископавања показала су да, је локација Музеја коришћена за разне намене, али да никада није била гробље. Иако, само 3% земљишта музеја није истражено, може се рећи да је 97% земљишта потпуно археолошки сагледано.
Цензура ЛГБТ и других садржаја
Од јануара 2015. до средине 2017. менаџмент је понекад тражио од особља да не приказује ЛГБТ садржај на турнејама на захтев одређених гостију, укључујући верске школске групе, дипломате и донаторе. Одељење за комуникације је оправдало такве захтеве рекавши „све групе су посебне, неке групе су само мало посебније и постоје неке ствари које не би требало да се стављају на папир. Тако да морамо да се састанемо лично да разговарамо о томе шта водичи могу да кажу овим специјалним посетиоцима."
У јуну 2020. години, извршни директор музеја Џон Јанг поднео је оставку након притужби да је особље приморано да цензурише ЛГБТ садржај, као и навода о сексуалном узнемиравању, хомофобији и расизму у музеју. Извињење извршног тима музеја и привремени извештај независног прегледа оптужби од стране треће стране објављени су на веб страници музеја.
У октобру 2020. откривено је да је неком особљу речено да не говоре о трудноћи или абортусу, поред цензурисања ЛГБТ садржаја, током неких посета које укључују верске школе.